# Rüthi
Rüthi är en ort och kommun i distriktet Rheintal i kantonen Sankt Gallen, Schweiz. Kommunen har 2 542 invånare (2023).